# Dolmens de Candare
Les dolmens de Candare, appelés aussi dolmens de la Pierre Noire, sont deux dolmens situés sur la commune de Floirac dans le département français du Lot, en région Occitanie.

## Dolmen n°1
C'est un petit dolmen simple de type caussenard constitué de trois orthostates et recouvert d'une unique table de couverture. La table mesure 2,25 m de long sur 1,45 m de large et 0,35 m d'épaisseur. L'orthostate droit mesure 2,60 m de long sur 1,25 m de haut et 0,25 m d'épaisseur. La dalle de chevet mesure 1,25 m de long sur 0,60 m de haut et 0,25 m d'épaisseur. La chambre mesure 0,85 m de largeur. Des traces du tumulus d'origine sont encore visibles.

## Dolmen n°2
Le dolmen est ruiné. Les orthostates droit et gauche mesurent respectivement 3,10 m de long sur 1,55 m de haut et 0,20 m d'épaisseur et 1,40 m de long sur 1,70 m de haut et 0,25 m d'épaisseur. La dalle de chevet mesure 1,40 m de long sur 1,70 m de haut et 0,25 m d'épaisseur. Les différences de hauteur entre les supports ne devaient pas permettre qu'une éventuelle table puisse reposer directement sur ceux-ci. La chambre mesure 1,70 m de largeur. Le tumulus, de forme arrondie, mesure 20 m de diamètre et 1,40 m de hauteur.
La fouille de sauvetage menée en 1994 a révélé que, lors de l'édification du dolmen, le terrain avait été préalablement décapé jusqu'au substrat rocheux. La dalle de chevet et l'orthostate gauche ont été insérés dans une diaclase naturelle réaménagée en tranchée. Le cairn était probablement ceint d'un mur circulaire ou anguleux.
Le dolmen a été fouillé une première fois par A. Niederlender et une seconde fois, vers 1934, par M. Biberson et l'abbé Bouyssonie. Lors de la première fouille, plusieurs squelettes accompagnés d'une centaine de perles en test de coquillage et de quelques perles annulaires en os furent découverts sous un dallage. Lors de la seconde fouille, un crâne en mauvais état, une trentaine de dentales complètes et de nombreux fragments, trois grandes perles en calcaire en forme de tonnelet et une pointe de flèche à pédoncule et ailerons furent recueillis dans l'angle nord-est de la chambre. La découverte en 1994 dans la chambre de seize tessons de poterie correspondant à trois vases différents datés de l'âge du fer et d'un petit fragment d'un objet en bronze non identifié attestent d'une probable réutilisation ultérieure du monument.
La dalle en calcaire bajocien de couleur jaune, visible à proximité de l'angle constitué par la dalle de chevet et l'orthostate gauche, est une borne de limitation des anciennes possessions du couvent voisin des Fieux.